# تری-ام‌جی اینترا اژیا ایرلاینز
تری-ام‌جی اینترا اژیا ایرلاینز (به انگلیسی: Tri-MG Intra Asia Airlines) یک شرکت هواپیمایی با کد یاتا GM است که در تاریخ ۱۹۷۳ میلادی تأسیس شده است. دفتر مرکزی تری-ام‌جی اینترا اژیا ایرلاینز در جاکارتا، اندونزی واقع شده‌است و قطب این شرکت هواپیمایی در فرودگاه بین‌المللی سوئکارنو-هتا قرار دارد و به ۳ مقصد، پرواز مستقیم انجام می‌دهد.